# Придмор, Бен
Бен Придмор (род. 14 октября 1976, Бостон, Великобритания) — трёхкратный чемпион мира по запоминанию и бухгалтер.

## Достижения
Придмор проживает в Дерби, Великобритания. Он трёхкратный чемпион мира по запоминанию, завоевавший титул в 2004, 2008 и 2009 годах. Придмор добился этого, выиграв соревнование по 10 дисциплинам, чемпионат мира по запоминанию, который проводится каждый год с 1991 года. Он также получил престижное звание Мастера Памяти.
Он установил официальный мировой рекорд по запоминанию порядка случайно перетасованной колоды из 52 карт и запомнил колоду за время 24,68 секунды на телевидении. Этот рекорд был побит в 2010 году немецким спортсменом и юристом Саймоном Рейнхардом. Победа Придмора на чемпионате мира 2009 года стала его восьмой подряд победой в соревнованиях по запоминанию после того, как он занял второе место на чемпионате мира 2007 года. Он является обладателем титула чемпиона Великобритании по запоминанию в 2007—2011 и 2013 годах и чемпиона Уэльса по памяти в 2009—2012 и 2014 годах.
Помимо спорта памяти, он известен своими способностями к умственным вычислениям и принимал участие в чемпионатах мира по умственным вычислениям в 2004, 2006 и 2010 годах. Он также завоевал несколько медалей на олимпиаде интеллектуальных видов спорта, в том числе стал чемпионом мира 2001 года в десяти дисциплинах по интеллектуальным видам спорта в десятиборье, включая также шахматы и реверси.
Он также участвовал во Всемирных интеллектуальных олимпиадах Memoriad в 2012 году в Анталии, получил золотую медаль и звание «Чемпион мира по памяти Memoriad Speed Cards».
Считается, что его IQ 159 ставит его в диапазон гениев. Он также снялся в видеоклипе на сингл DJ Shadow «Scale It Back».

## Метод
Как и большинство экспертов по памяти, Придмор создаёт ментальную историю, состоящую из последовательности образов в вариации основной мнемонической системы. В системе Придмора для карт две карты представлены в виде трёхбуквенного слова, где первая согласная получается из мастей, гласная — из номера первой карты, а последняя согласная — из номера второй карты. Например, туз червей и двойка треф = «веер» с его заранее определёнными буквенными ассоциациями, всего 2704 уникальных изображения. Числа представлены аналогично, первая цифра — согласная, гласная и третья согласная, соответственно, 1000 изображений; двоичный код аналогичен фрагментам из 4 чисел, представленным одной буквой и используемым таким же образом.
Используя эти слова, Придмор часто создаёт историю, используя свою школу, гимназию королевы Елизаветы в Хорнкасле, в качестве основы для этих последовательностей воспоминаний. Этот стиль запоминания известен как метод локусов, называемый иногда «дворец памяти».